# 国際新聞
国際新聞（국제신문、クッチェシンムン）は大韓民国釜山広域市蓮堤区を本拠地とする新聞社。現在は朝刊紙である。

## 概略
本社は釜山広域市蓮堤区の国際新聞ビル内にある。韓国ABC協会が2010年に公開した報告書によると、韓国の地方日刊紙の中で発行部数が3番目に多い。

## 沿革
- 1947年9月1日 - 産業新聞として創刊。
- 1950年8月19日 - 国際新報に改題。
- 1977年6月 - 国際新聞に改題。
- 1980年11月30日 - 言論統廃合で強制廃刊となり、釜山日報に統合。
- 1989年2月1日 - 釜山日報から独立し、復刊。
- 1997年5月 - 朝刊紙に移行。